# Dircenna lonera
Dircenna lonera är en fjärilsart som beskrevs av Butler och Druce 1872. Dircenna lonera ingår i släktet Dircenna och familjen praktfjärilar. Inga underarter finns listade i Catalogue of Life.